# Reaction Engines Scimitar
Reaction Engines Scimitarはリアクション・エンジンズで開発中の予冷ターボジェットエンジンでSABREエンジンの技術から派生したエンジンだが、大気圏内を飛行する超音速旅客機(リアクションエンジンズ A2)のために設計された。

## 概要
Scimitarに使用されるエンジンの技術はSABREの技術と似ているが大幅に寿命が長い。 どちらのエンジンも既存のガスタービンとラムジェットの技術を基に設計されたが、Scimitarエンジンにはロケットの特徴が無く、より効率を高める目的で高バイパスの特徴を有する。エンジンは燃料として液体水素を使用する。
これらのエンジンは流入する空気の温度を下げるために中間冷却器に似た軽量の熱交換器を備える。それにより効率も高まる。